# ジョセフ・ルブリ
ジョセフ・ルブリ（Joseph Le Brix、1899年2月22日 - 1931年9月12日）は、フランスのパイロット、海軍軍人。デュドネ・コストと南大西洋（セネガル、ブラジル間）の初の無着陸横断飛行を達成した他、多くの、長距離飛行の記録を残した。パリ-東京間の飛行の途中で事故死した。

## 生涯
モルビアン県Baden生。ブレスト海軍兵学校卒業。École des officiers d’aéronautiqueにて訓練を受ける。
1927年10月15日、艦船「ナンジェセール・エ・コリ」航空機ブレゲー19の航法士としてパイロットのデュドネ・コストとともに、南大西洋の初の無着陸横断飛行に成功した。
1931年にマルセル・ドレ（fr:Marcel Doret）がパイロットを務める長距離記録機ドボワチーヌ D.33の航法士となり、周回コースの長距離飛行記録を樹立した。1931年6月初めて1万kmを越える飛行を行った乗組員の一人である。1931年7月、パリから東京までの飛行に挑戦するが、バイカル湖手前でエンジントラブルで不時着した。9月に再び挑戦したパリ-東京間飛行の途中ウラル山中で機体は墜落し、パイロットのドレは、パラシュートで脱出できたが、ルブリと、機関士のメスマンは死亡した。なお、生き残ったドレは1937年にパリ・東京間飛行に再挑戦したが、高知海岸に不時着し大破した。
ドボワチーヌ D.33と長距離記録を争った、ブレリオ 110に名付けられた。